# Reiner Witzel

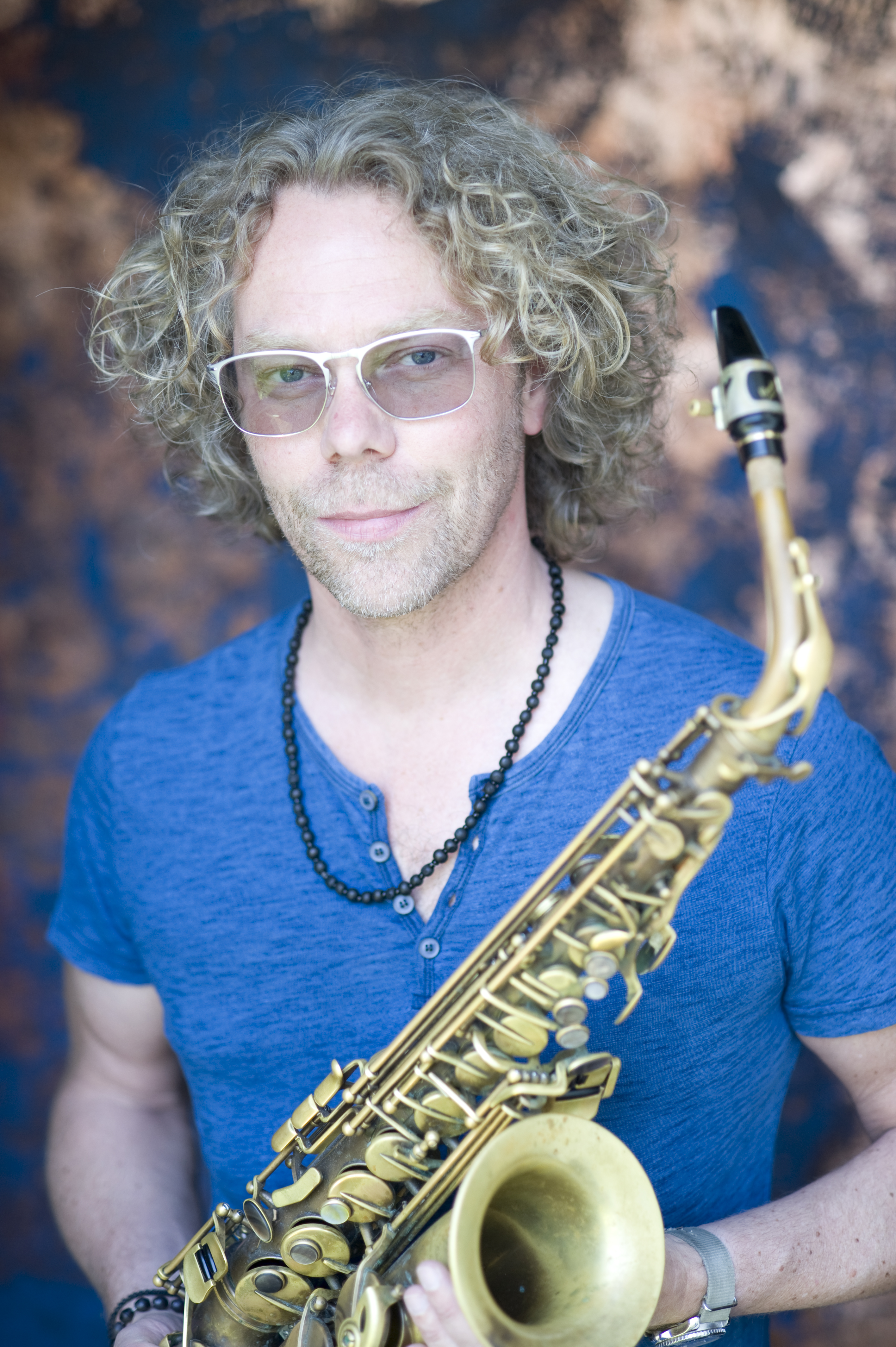
Reiner Witzel (2010)

Reiner Witzel (* 21. Juni 1967 in Mannheim) ist ein deutscher Jazz-Musiker (Saxophon, Flöte, Klarinette, EFX), Komponist und Fotograf.

## Leben
Reiner Witzel studierte Musik an der Musikhochschule Köln und der Manhattan School of Music. Anschließend unterrichtete er an den Musikhochschulen von Maastricht, Düsseldorf und Frankfurt. Darüber hinaus ist er Gastdozent an Hochschulen, gibt Seminare und arbeitet international als Coach für Musikgruppen und Theater und als Berater für Agenturen und Instrumentenfirmen.
Als Musiker arbeitete Witzel mit Richie Beirach, Alex Sipiagin, Dave Kikoski, aber auch mit David Liebman, Fela Kuti, Maceo Parker, The Supremes, Third World, Marla Glen, Defunkt, der HR-Bigband, Xavier Naidoo, dem Gil Evans Orchestra, Vinx, Sasha, Fury in the Slaughterhouse, Udo Lindenberg u. a. Er ist Mitbegründer und Mitglied des Jazz Ensemble Düsseldorf (JE:D).  Er veröffentlichte Tonträger mit seinen Bands Reiner Witzel Group, Witzel`s Venue, Drei im roten Kreis und Datfunk aus Athen. Konzerte und Tourneen führten ihn durch Europa und weitere Kontinente, er hatte Festival-Auftritte u. a. in Montreux, Montevideo, New York, San Jose, Odessa, Xi`An, Yaounde, Sansibar.
Als Komponist veröffentlichte Witzel Kompositionen auf einer Reihe von Alben (mit Vernon Reid, David Sanborn und Lew Soloff als Gastmusiker) und schrieb Titelmusiken für Fernsehserien des WDR wie z. B. für Westart, Auf Ihrer Seite, Rundum gesund, Tag sieben und Wunderschöne Regionen, Titelmusik für die TV-Übertragungen des Weltjugendtags und des Papst-Besuchs 2005, komplettes Audio-Design für den Sender Eins Festival, Titelsong für den Club of Budapest und den Cirque Buffon. Sein Big-Band-Programm „Funk, Jazz & Global Beats - The Music of Reiner Witzel“ wurde in verschiedenen Ländern aufgeführt. Als Schauspieler spielte er u. a. die Hauptrolle im Musical Der Zauberwald (1998).
Neben seiner Tätigkeit als Musiker arbeitet Witzel auch als Fotograf. Er porträtierte u. a. Lionel Richie und Roger Cicero und fotografierte u. a. für die Rheinische Post und Sonic.
Reiner Witzel ist mit Ludmilla Witzel, einer Cellistin, verheiratet.

## Preise und Stipendien
- Preisträger bei Jugend Jazzt (1984 and 1985)
- Gewinner der WDR Stadtmusik mit der Gruppe Backyard Moon (1988)
- Stipendium des Kultusministeriums Nordrhein-Westfalen für ein Studium in New York (1990)
- Förderpreis der Stadt Düsseldorf (1994)
- 2. Platz beim Hennesy Jazz Search Wettbewerb mit seiner Gruppe Witzel’s Venue (2000)

## Diskographie (Auswahl)
- Reiner Witzel Group: Infinite Voyage (feat. Lew Soloff und Lonnie Plaxico, ITM Records, 1993)
- Reiner Witzel Group: Passage to the Ear (feat. Lew Soloff, Nabel Records, 1995)
- Witzel’s Venue: Perceptions (feat. David Sanborn, Vernon Reid, Lipstick Records, 1998)
- Reiner Witzel & Drei im roten Kreis: 16mm (mit Markus Schieferdecker und Christian Scheuber, Jazzsick Records, 2010)
- Reiner Witzel & 3 im roten Kreis: Nomansland (mit Christian Scheuber und Joscha Oetz, Jazznarts Records, 2013)
- Reiner Witzel & Datfunk: Steppin`Up (Unique-Records, 2016)
- Witzel/Beirach/Scheuber/Oetz: live (Jazzsick Records, 2020)
- Reiner Witzel/Richie Beirach: The World Within (Jazzsick, 2023)
- Reiner Witzel/Richie Beirach: Round Midnight (Jazzsick, 2024)